# The People United Will Never Be Defeated!
The People United Will Never Be Defeated! ("Il popolo unito non sarà mai sconfitto!"), è una composizione per pianoforte del compositore americano Frederic Rzewski. Si tratta di una serie di 36 variazioni sulla canzone cilena  "¡El pueblo unido jamás será vencido!", di Sergio Ortega e del gruppo musicale Quilapayún. La prima esecuzione della composizione di Rzewski ebbe luogo a Washington il 7 febbraio 1976, presso la sala da concerto del John F. Kennedy Center for the Performing Arts, eseguita dalla pianista Ursula Oppens, che l'aveva commissionata ed alla quale la composizione è dedicata. Anche la prima registrazione è della stessa pianista; il disco fu nominato "Record of the Year" per il 1979 dalla rivista Record World, e ricevette una nomination per il premio Grammy.

## Analisi
La canzone su cui si basano le variazioni è una fra le più celebri tra quelle ispirate dalla coalizione di unità popolare in Cile fra il 1969 e il 1973, prima del golpe che rovesciò il governo di Salvador Allende. Rzewski compose le variazioni fra il settembre e l'ottobre 1975, come tributo alla lotta del popolo cileno contro la dittatura di Augusto Pinochet. L'opera contiene riferimenti ad altre lotte, contemporanee o precedenti, condotte da movimenti di sinistra; vi sono ad esempio citazioni dalla canzone italiana Bandiera Rossa (alla fine della variazione n. 13) e dal brano Solidaritätslied di Bertolt Brecht e Hanns Eisler (variazione n. 26).
In genere le singole variazioni sono piuttosto brevi e costruite in modo da conseguire dei climax di considerevole forza. Le variazioni sono trentasei, come le battute della canzone originaria, e sono raggruppate in sei gruppi di sei. Il pianista deve padroneggiare la tecnica dello strumento a livello virtuosistico; nell'esecuzione del brano gli è richiesto, fra l'altro, di fischiare, sbattere il coperchio superiore del pianoforte e usare come armonici le vibrazioni che seguono un attacco in forte. Gran parte dell'opera adotta il linguaggio musicale del romanticismo, combinato però con il pandiatonismo, con la scrittura modale e anche con tecniche seriali. 
Come nelle Variazioni Goldberg di Johann Sebastian Bach, la variazione finale è una mera riesposizione del tema originario, che però acquista un nuovo significato dopo il lungo percorso delle variazioni.

## Struttura
L'opera  dura circa un'ora. Dopo la trentaseiesima variazione, prima della riesposizione del tema, vi è spazio per una cadenza opzionale in cui il pianista può improvvisare.
- Tema With determination
- Variazione 1  Weaving: delicate but firm
- Variazione 2  With firmness
- Variazione 3  Slightly slower, with expressive nuances
- Variazione 4  Marcato
- Variazione 5  Dreamlike, frozen
- Variazione 6  Same tempo as beginning
- Variazione 7  Lightly, impatiently
- Variazione 8  With agility; not too much pedal; crisp
- Variazione 9  Evenly
- Variazione 10  Comodo, recklessly
- Variazione 11  Tempo I, like fragments of an absent melody – in strict time
- Variazione 12
- Variazione 13
- Variazione 14  A bit faster, optimistically
- Variazione 15  Flexible, like an improvisation
- Variazione 16  Same tempo as preceding, with fluctuations; much pedal / Expansive, with a victorious feeling
- Variazione 17  L.H. strictly:  R.H. freely, roughly in space
- Variazione 18
- Variazione 19  With energy
- Variazione 20  Crisp, precise
- Variazione 21  Relentless, uncompromising
- Variazione 22  Very expressionate
- Variazione 23  As fast as possible, with some rubato
- Variazione 24
- Variazione 25
- Variazione 26  In a militant manner
- Variazione 27  Tenderly, with a hopeful expression: cadenza
- Variazione 28
- Variazione 29
- Variazione 30
- Variazione 31
- Variazione 32
- Variazione 33
- Variazione 34
- Variazione 35
- Variazione 36
- Cadenza (Improvvisazione opzionale)
- Tema (ripresa)

## Discografia
- Frederic Rzewski (compositore e interprete), The People United Will Never Be Defeated!, registrato nel 1986, pubblicato nel 1990, HAT HUT RECORDS LTD., Switzerland, hat ART CD 6066.
- Frederic Rzewski (compositore e interprete), The People United Will Never Be Defeated!, in Piano Works, 1975-1999, pubblicato nel 2002, Nonesuch Records 79623-2.
- Frederic Rzewski, The People United Will Never Be Defeated, 36 Variations on a Chilean Song. Ursula Oppens, pianoforte. Vanguard Classics CD, OVC 8056.
- Frederic Rzewski, The People United Will Never Be Defeated, 36 Variations on a Chilean Song.  Marc-André Hamelin, Hyperion Records CDA67077.
- Frederic Rzewski, The People United Will Never Be Defeated, 36 Variations on a Chilean Song. Stephen Drury, pianoforte. New Albion NA063.
- Frederic Rzewski Plays Rzewski VAI DVD 4440, Videoregistrazione del 2007, Miami International Piano Festival.
- Frederic Rzewski, The People United Will Never Be Defeated, 36 Variations on "¡El pueblo unido jamás será vencido!". Kai Schumacher, pianoforte. Wergo WER67302.
- Frederic Rzewski, The People United Will Never Be Defeated, 36 Variations on a Chilean Song. Ralph van Raat, pianoforte. Naxos Records 8.559360.
- Frederic Rzewski, The People United Will Never Be Defeated, 36 Variations on a Chilean Song. Thomas Schultz, pianoforte. Wooden Fish Recordings (senza numero).
- Frederic Rzewski, The People United Will Never Be Defeated, 36 Variations on a Chilean Song. Yūji Takahashi, pianoforte. ALM ALCD-19.
- Frederic Rzewski, The People United Will Never Be Defeated. Christopher Hinterhuber, pianoforte. Paladino music, pmr 0037 (2012)
- Frederic Rzewski, The People United Will Never Be Defeated!. Corey Hamm, pianoforte. Redshift Records TK431 (2014)
- Frederic Rzewski, The People United Will Never Be Defeated!, Four Hands. Ursula Oppens, pianoforte. Cedille Records: CDR 90000 158 (2014)
- Frederic Rzewski, The People United Will Never Be Defeated!. Lee Sangwook, pianoforte. Audioguy Classics ASIN: B00JVDADWM (2014)
- Frederic Rzewski, The People United Will Never Be Defeated!. Igor Levit, pianoforte. Sony Music ASIN: B0128ZEVDG (2015)